# Jesper Björnlund
Jesper Björnlund (ur. 30 października 1985 w Jukkasjärvi) – szwedzki narciarz, specjalista narciarstwa dowolnego. Najlepszy wynik na mistrzostwach świata osiągnął podczas mistrzostw w Inawashiro, gdzie zajął 6. miejsce w jeździe po muldach podwójnych. Jego najlepszym wynikiem olimpijskim jest 5. miejsce w jeździe po muldach na igrzyskach olimpijskich w Turynie. Najlepsze wyniki w Pucharze Świata osiągnął w sezonie 2009/2010, kiedy to zajął 5. miejsce w klasyfikacji generalnej, a w klasyfikacji jazdy po muldach był trzeci.

## Osiągnięcia

### Igrzyska olimpijskie
| Miejsce | Dzień     | Rok  | Miejscowość | Konkurencja      | Zwycięzca          |
| ------- | --------- | ---- | ----------- | ---------------- | ------------------ |
| 5.      | 15 lutego | 2006 | Turyn       | Jazda po muldach | Dale Begg-Smith    |
| 8.      | 14 lutego | 2010 | Vancouver   | Jazda po muldach | Alexandre Bilodeau |

### Mistrzostwa świata
| Miejsce | Dzień    | Rok  | Miejscowość          | Konkurencja      | Zwycięzca                 |
| ------- | -------- | ---- | -------------------- | ---------------- | ------------------------- |
| 15.     | 19 marca | 2005 | Ruka                 | Jazda po muldach | Nathan Roberts            |
| 17.     | 20 marca | 2005 | Ruka                 | Muldy podwójne   | Toby Dawson               |
| 39.     | 9 marca  | 2007 | Madonna di Campiglio | Jazda po muldach | Pierre-Alexandre Rousseau |
| 34.     | 10 marca | 2007 | Madonna di Campiglio | Muldy podwójne   | Dale Begg-Smith           |
| 28.     | 7 marca  | 2009 | Inawashiro           | Jazda po muldach | Patrick Deneen            |
| 6.      | 8 marca  | 2009 | Inawashiro           | Muldy podwójne   | Alexandre Bilodeau        |

### Puchar Świata

#### Miejsca w klasyfikacji generalnej
- sezon 2004/2005: 85.
- sezon 2005/2006: 60.
- sezon 2006/2007: 76.
- sezon 2007/2008: 63.
- sezon 2008/2009: 45.
- sezon 2009/2010: 5.
- sezon 2010/2011: 30.

#### Miejsca na podium
1. Suomu – 11 grudnia 2009 (Jazda po muldach) – 1. miejsce
2. Suomu – 12 grudnia 2009 (Jazda po muldach) – 1. miejsce
3. Lake Placid – 21 stycznia 2010 (Jazda po muldach) – 3. miejsce
4. Åre – 12 marca 2010 (Jazda po muldach) – 1. miejsce

- W sumie 3 zwycięstwa i 1 trzecie miejsce.